# Biserica unitariană din Turdeni
Biserica unitariană din Turdeni este un monument istoric aflat pe teritoriul satului Turdeni; comuna Șimonești.

## Localitatea
Turdeni (maghiară Tordátfalva) este un sat în comuna Șimonești din județul Harghita, Transilvania, România.  Prima mențiune scrisă a satului datează din 1546, pe lângă prezența pe lista dijmelor papale din 1333.

## Biserica
A fost construită între 1819 și 1823 pentru a înlocui vechea biserică medievală. Turnul a fost construit în 1895 și are două clopote:  unul din 1834, iar celălalt din 1928.

## Imagini din exterior

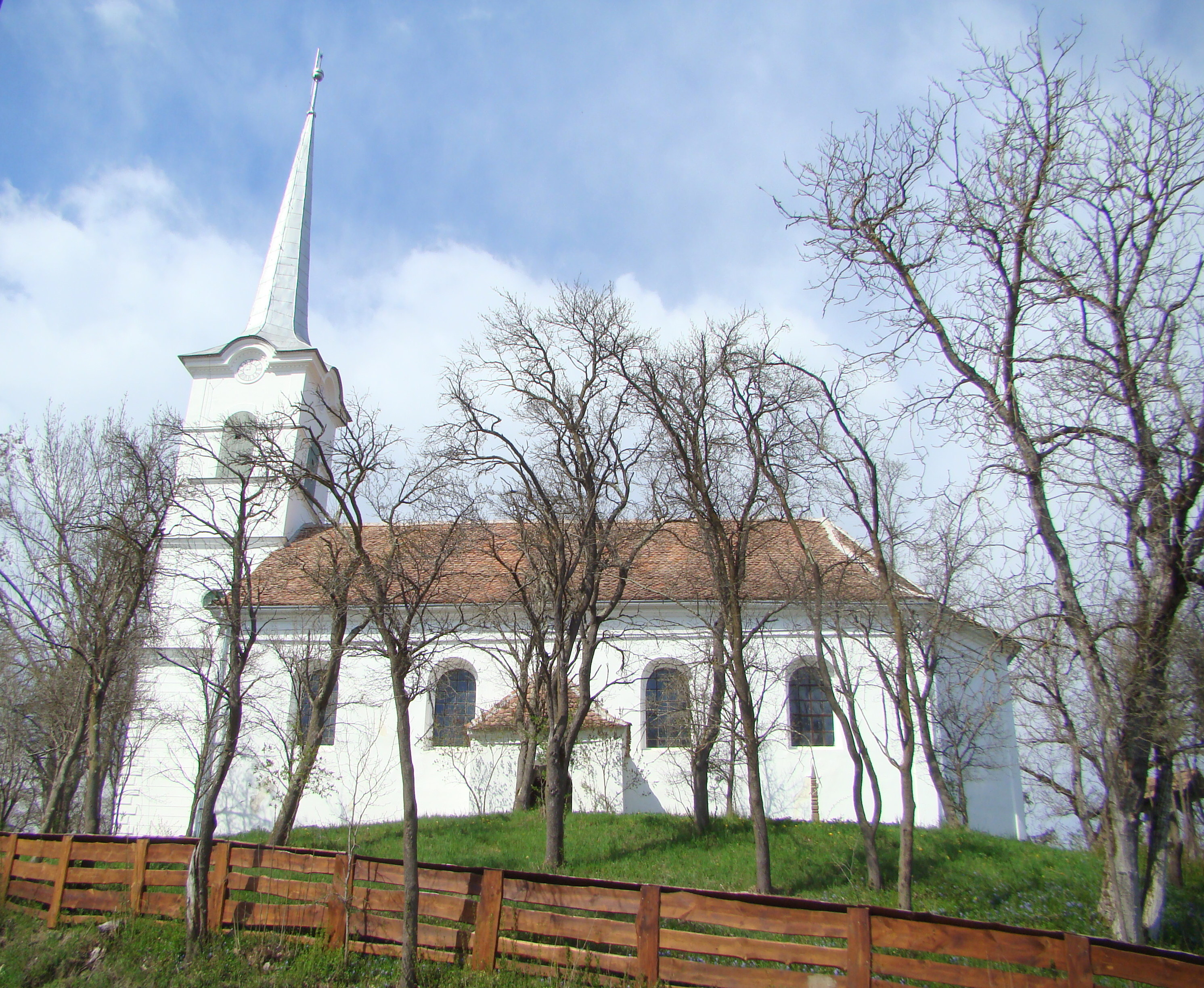
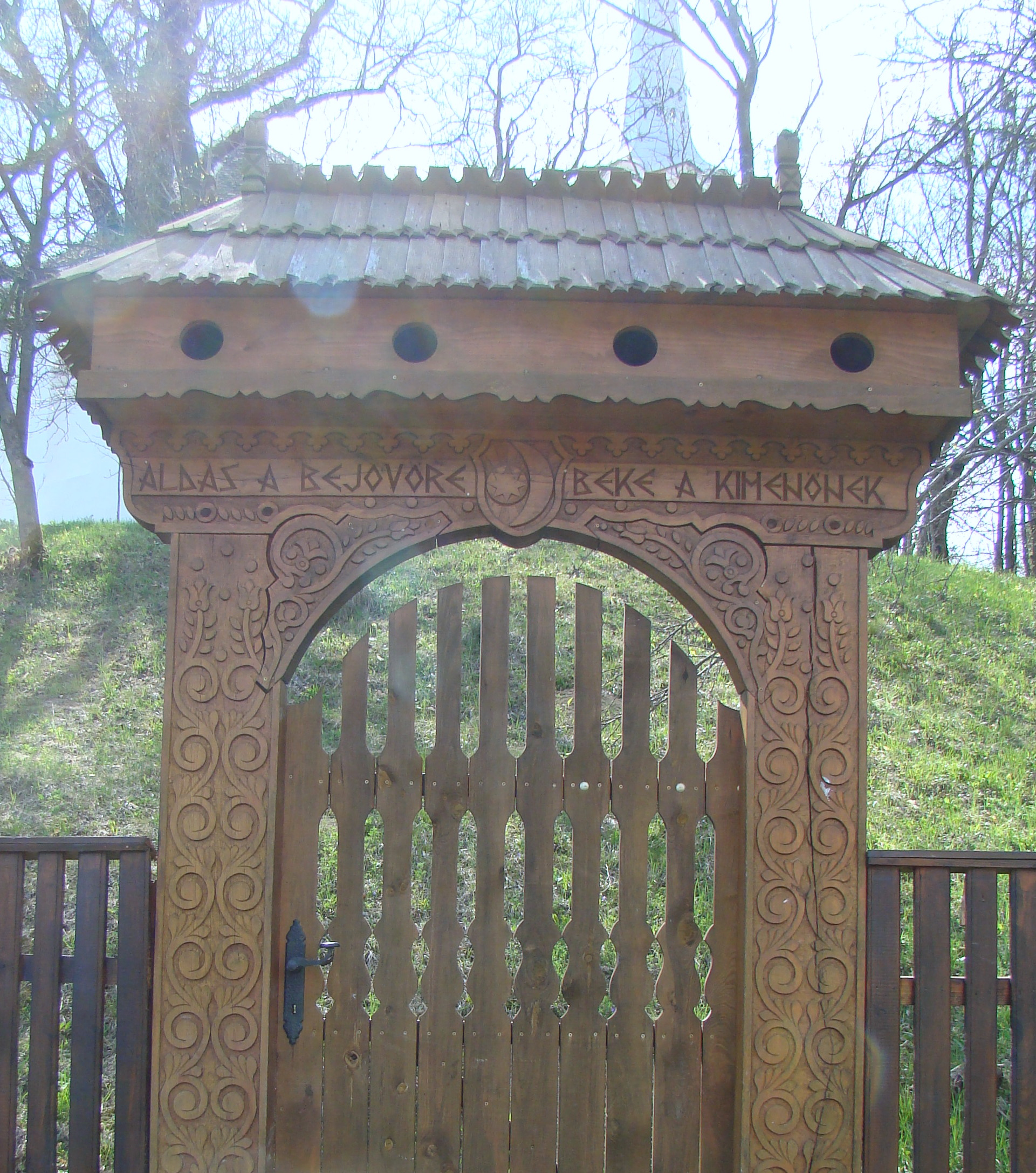
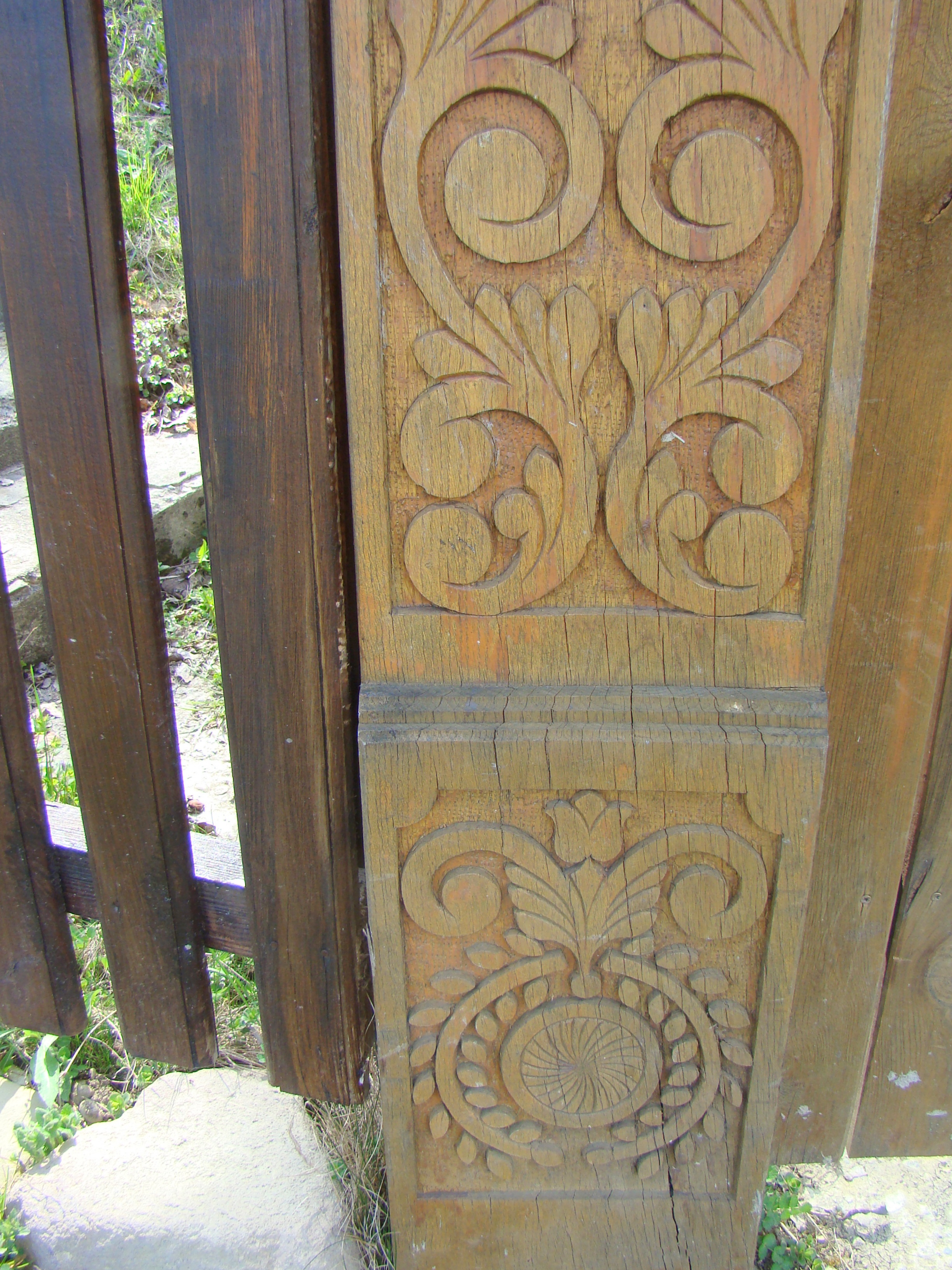
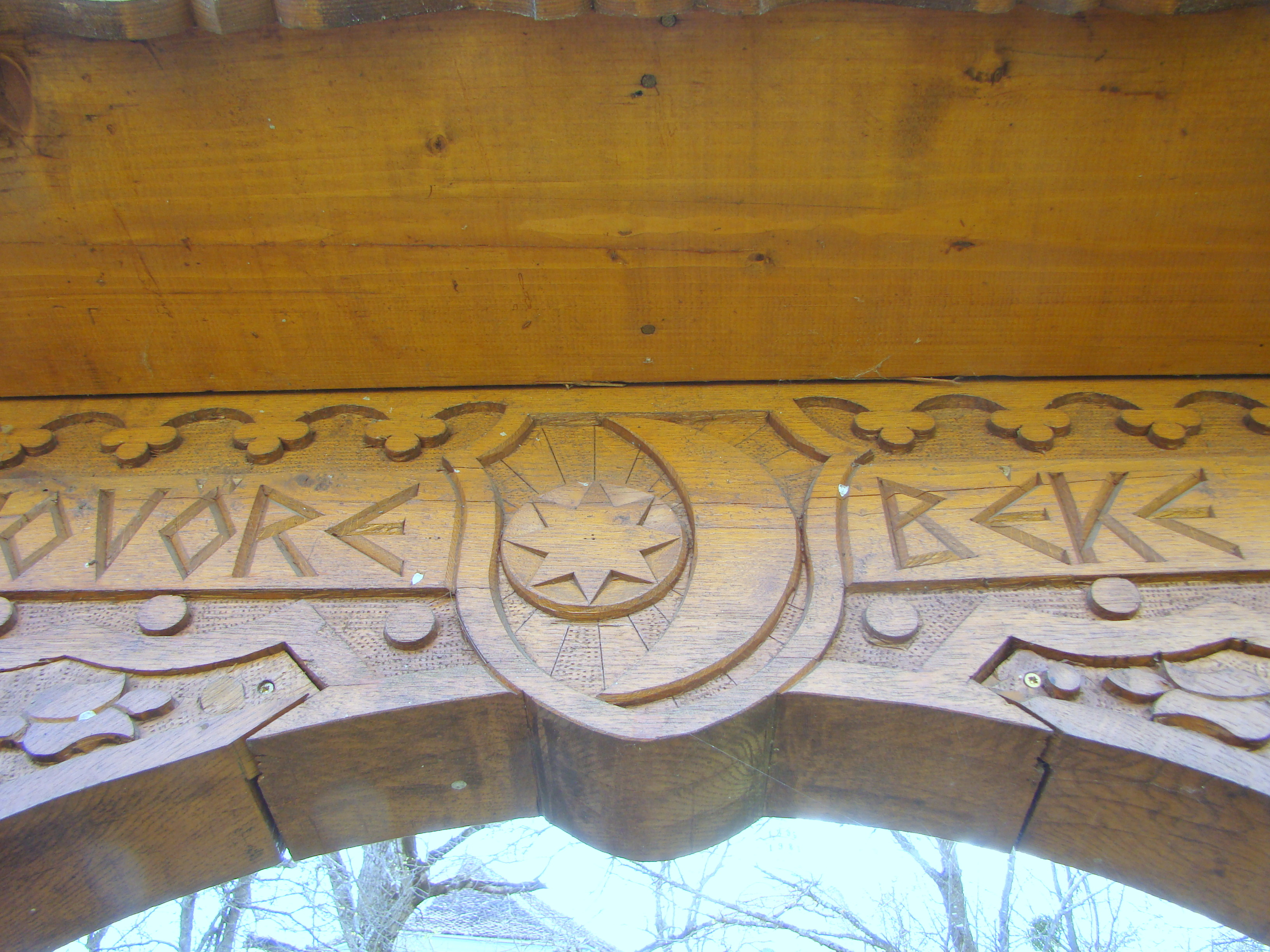
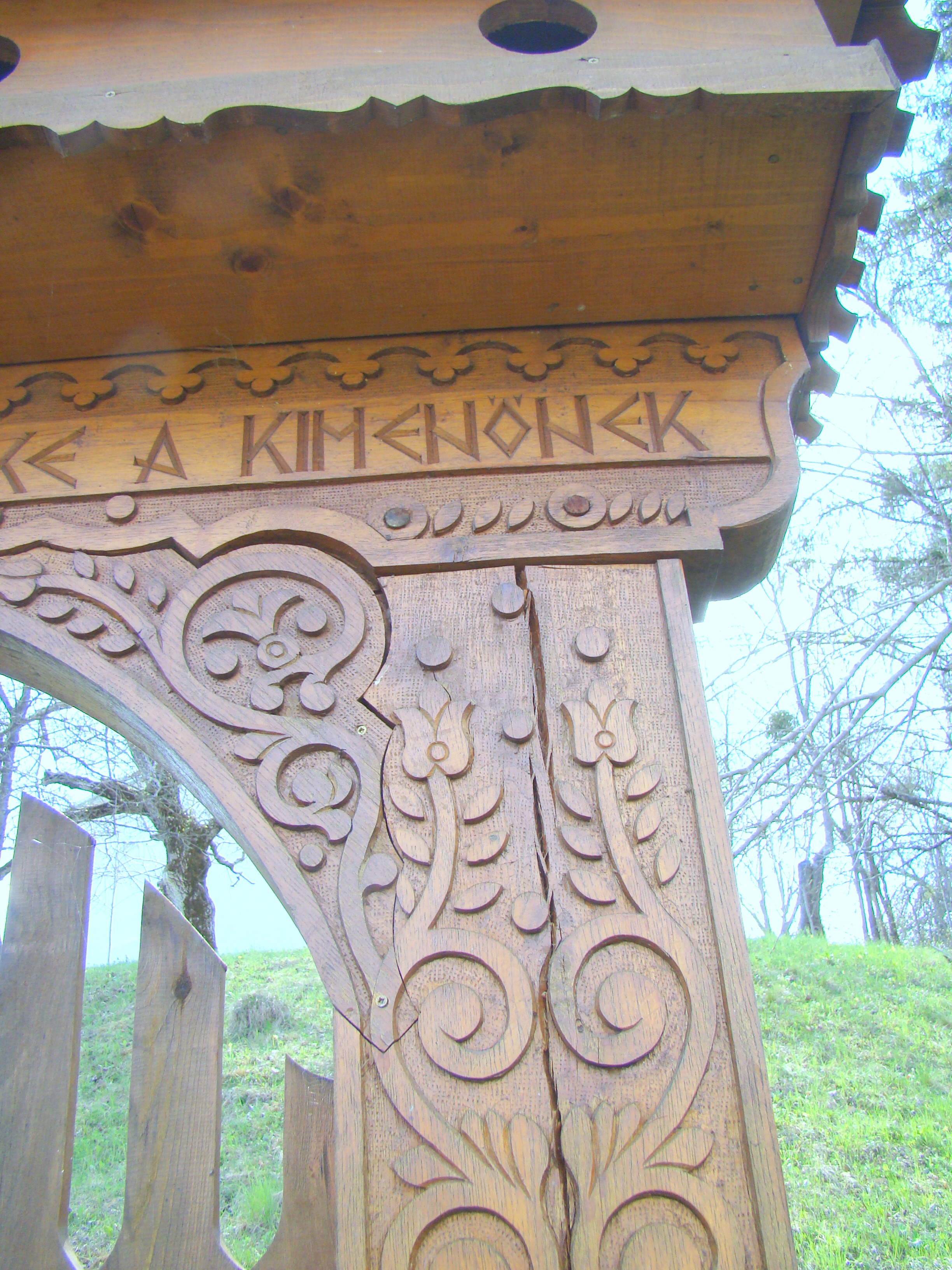
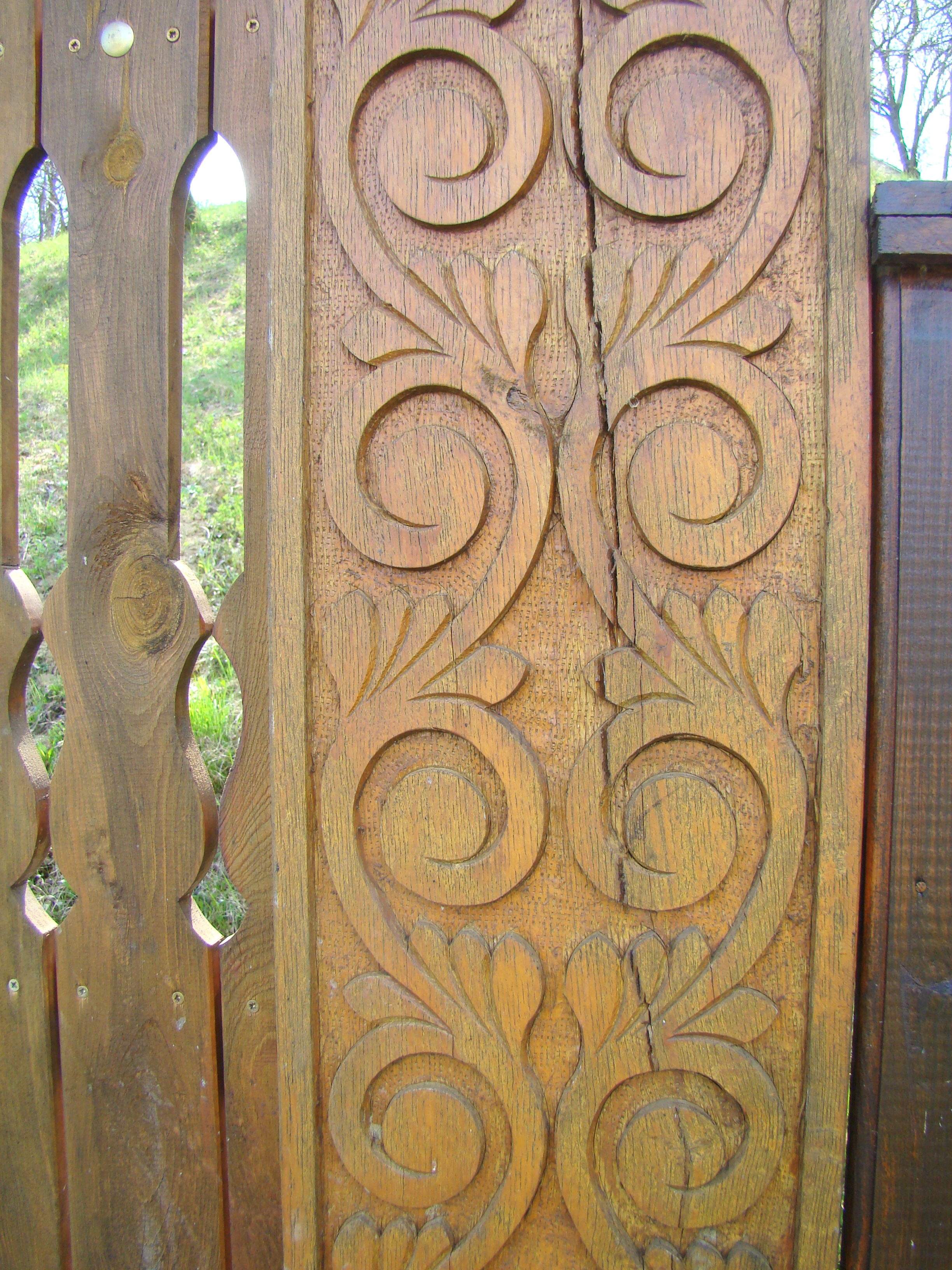
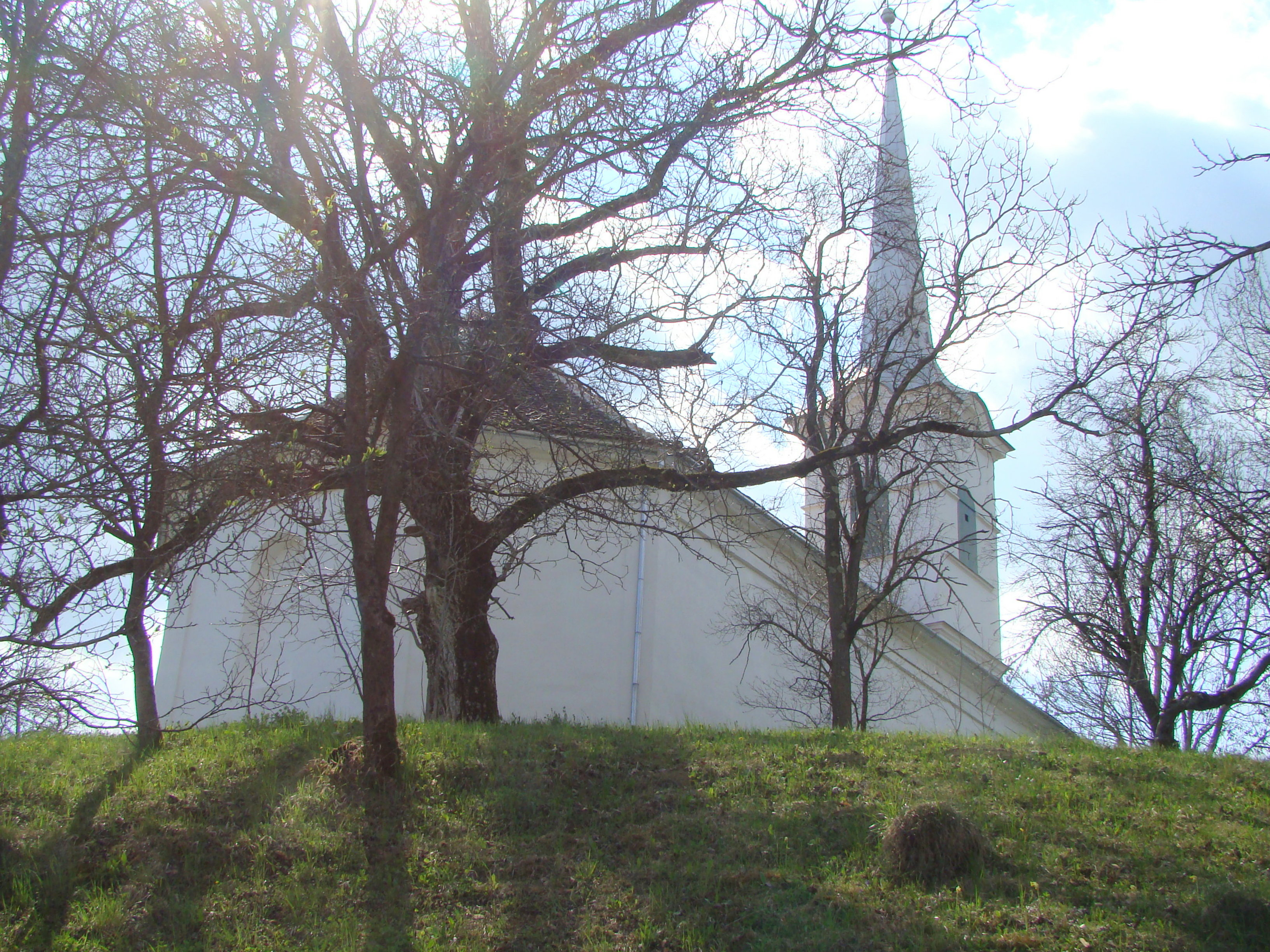
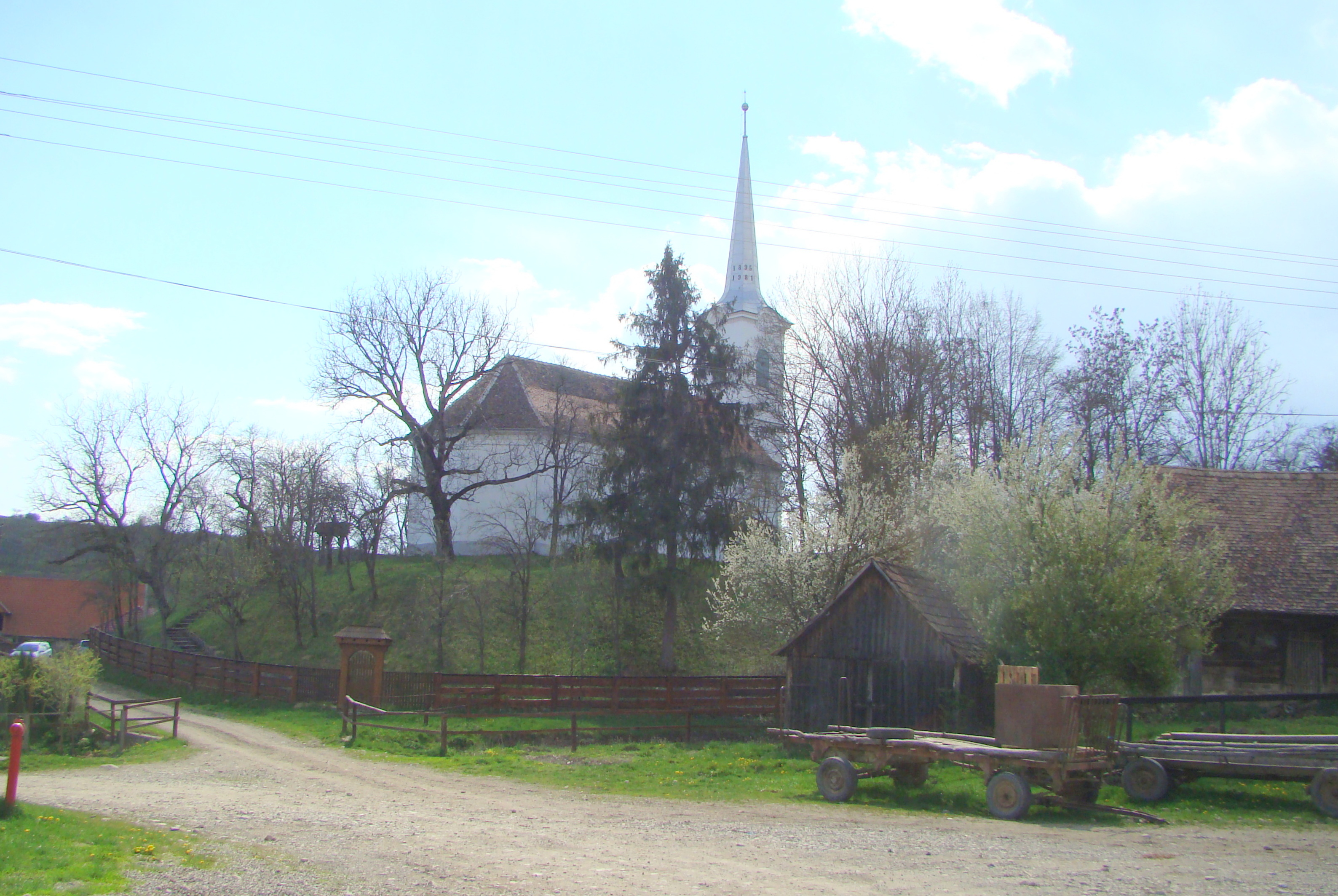

## Vezi și
- Turdeni, Harghita